# Kōshō

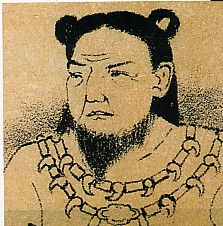
Emperador Kōshō

L'Emperador Kōshō (懿徳天皇, Kōshō Tennō?) va ser el 5è emperador del Japó en aparèixer a la llista tradicional d'Emperadors.
No existeixen dades clares sobre aquest Emperador, i és conegut pels historiadors com un "Emperador llegendari". Va ser el quart de vuit emperadors sense llegenda.
Al Kojiki i al Nihonshoki, només el seu nom i la seva genealogia van ser recopilats. La tradició li atribueix el naixement el 506 aC i la mort el 393 aC i situa el començament del seu regnat el 475 aC.
Tradicionalment, es va creure en la seva existència durant la història, i se li va atribuir una tomba a ell, però estudis recents recolzen la teoria què no existí mai.
El seu nom pòstum literalment significa "manifestació filial".